# مقاطعة غالاباغوس
غالاباغوس هي مقاطعة في الإكوادور وهي عبارة عن جزر في منطقة معزولة عن البلاد، تقع على بعد نحو 1000 كلم (620 ميل) قبالة الساحل الغربي من البر الرئيسى. والعاصمة هي بويرتو باكريزو مورينو .
المقاطعة تدير أرخبيل غالاباغوس، وهي مجموعة من الجزر البركانية الصغيرة التي تقع على خط الاستواء. جزر غالاباغوس قد استحوذت لقرون على اهتمام الناس من جميع أنحاء العالم بسبب التنوع البيولوجي الفريد الذي صنع الشهرة بواسطة تشارلز داروين ونظريته في التطور.

## كانتونات
وتنقسم المقاطعة إلى 3 كانتونات :
1. ايزابيلا
2. سان كريستوبال
3. سانتا كروز